# Эль Греко
Доме́никос Теотоко́пулос (правильнее Доми́никос) (греч. Δομήνικος Θεοτοκόπουλος; 1541 –  7 апреля 1614), более известный как Эль Греко (исп. El Greco, буквально «Грек») — испанский живописец, скульптор и архитектор греческого происхождения, один из крупнейших мастеров позднего Испанского Ренессанса. Прозвище Эль Греко[a][b] отражает его греческое происхождение и испанское подданство. Свои работы он обычно подписывал полным именем греческими буквами, Δομήνικος Θεοτοκόπουλος, иногда добавляя слово Κρής («с Крита»).
Эль Греко родился на Крите, в то время находившемся под властью Венецианской республики. В юности изучал иконопись, в возрасте 26 лет отправился в Венецию, как и многие греческие художники. В 1570 году переехал в Рим, где открыл мастерскую и выполнил серию работ. Во время пребывания в Италии Эль Греко обогатил свой стиль элементами маньеризма и Итальянского Ренессанса. В 1577 году уехал в Толедо, где жил и работал до самой смерти. В Толедо Эль Греко выполнил несколько крупных заказов и написал свои наиболее известные работы.
Драматичный и экспрессивный стиль Эль Греко приводил в смущение современников, однако получил признание в XX столетии. Эль Греко считается предтечей экспрессионизма и кубизма, а его личность и творчество послужили источником вдохновения поэтов и писателей, таких как Райнер Мария Рильке и Никос Казандзакис. Современными учёными Эль Греко характеризуется как художник настолько индивидуальный, что не принадлежит ни к одной традиционной школе. Известен своей фантасмагоричной палитрой красок и удлинёнными фигурами на картинах, объединяющими византийские традиции и западную школу живописи.

## Биография

### Семья и ранние годы

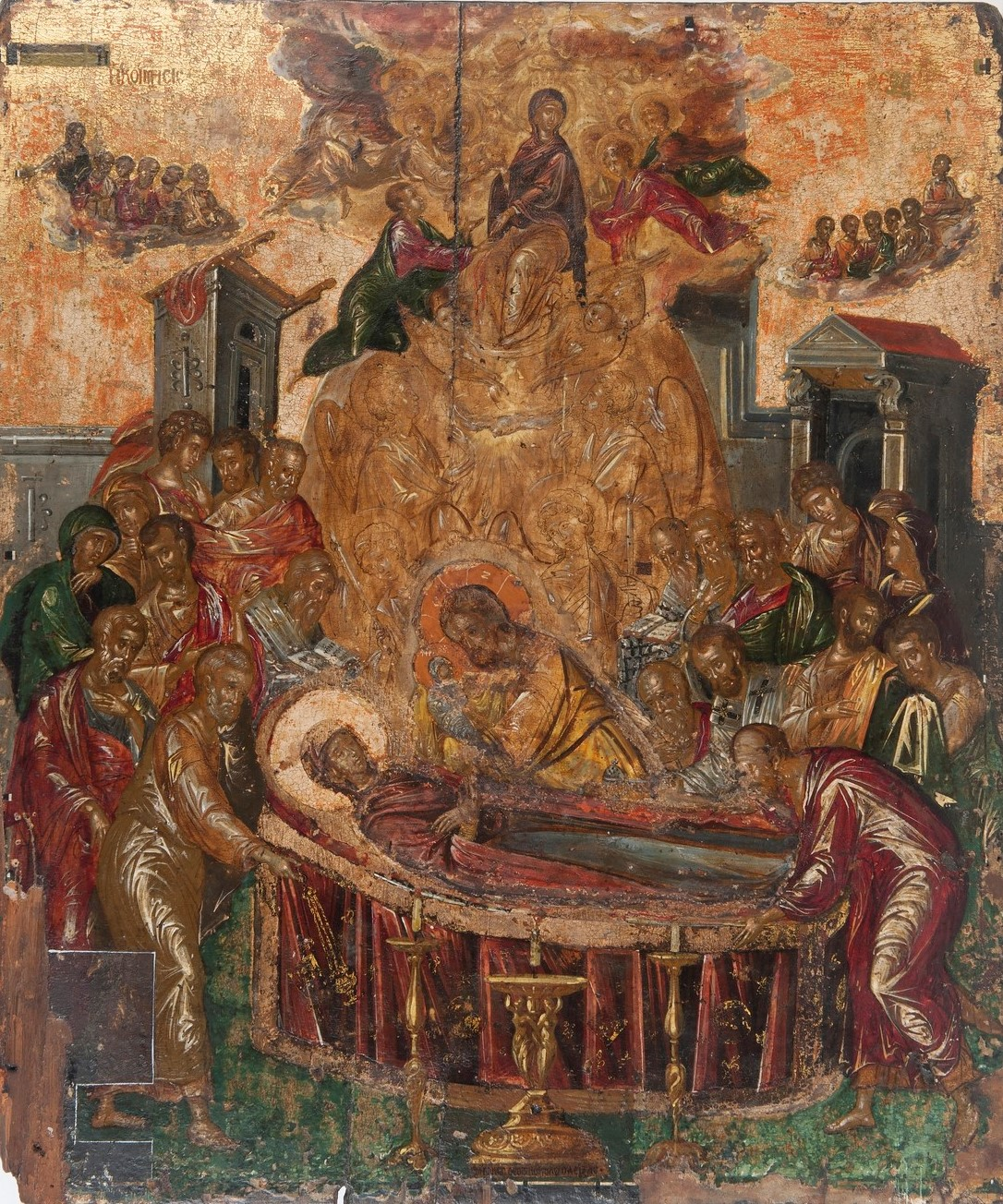
Успение Богородицы (до 1567, темпера, позолота, дерево, 61,4 × 45 см, Собор Успения Богородицы, Эрмуполис, Сирос) написана в конце критского периода художника. Объединяет поствизантийские и маньеристские стилистические и иконографические элементы.

Эль Греко родился в 1541 году на острове Крит, в деревне Фоделе или в городе Кандия (ныне Ираклион)[c], в зажиточной семье, вероятно, изгнанной из Ханьи в Кандию после восстания против Венеции между 1526 и 1528 годами. Отец Эль Греко, Георгиос Теотокопулос (ум. 1556), был торговцем и сборщиком податей. О его матери, также гречанке, ничего не известно. Старший брат Эль Греко, Мануссос Теотокопулос (1531 — 13 декабря 1604) был богатым торговцем и провёл последние годы жизни (1603—1604) в толедском доме Эль Греко.
В юности Эль Греко изучал иконопись в рамках критской школы. Помимо этого он, вероятно, изучал древнегреческий и латинский языки, об этом говорит оставленная им после себя «рабочая библиотека» в 130 томов, включающая в себя библию на греческом языке и аннотированное издание Вазари. Кандия была центром искусств, где восточная и западная культуры гармонично сосуществовали, где в течение XVI столетия творили порядка двухсот художников, организовавших художественную гильдию, по образцу итальянских. В 1563 году, в возрасте 22 лет Эль Греко упомянут в одном из документов как «мастер» («маэстро Доменико»), что означает достижение им статуса мастера и возможность организовать собственную мастерскую. Тремя годами позже, в июне 1566 года, будучи свидетелем подписываемого контракта, он подписался как μαΐστρος Μένεγος Θεοτοκόπουλος σγουράφος (мастер Менегос Теотокопулос, живописец)[d].
Большинство исследователей полагают Теотокопулосов «семьёй, почти наверняка принадлежащей к греческому православию», однако в некоторых католических источниках есть возражения[e]. Утверждается, что Эль Греко, как и многие греческие деятели науки и искусства, эмигрировавшие в католические области Европы, после отъезда с Крита перешёл в католичество, и практиковал католичество в Испании, где в своём завещании описал себя как «набожного католика». Тем не менее, результаты обширных архивных исследований, предпринимавшихся с начала 1960-х гг такими учёными, как Николас Панайотакис, Панделис Превелакис и Мария Константудаки, чётко указывают на принадлежность семьи Эль Греко и его предков к греческому православию. Его имя не упомянуто в католических записях крещений, а его дядя был православным священником. Превелакис заходит даже ещё дальше, выражая сомнения, что Эль Греко вообще практиковал католичество.
Одной из важнейших работ его критского периода стала икона «Успение Богородицы», написанная незадолго до его отъезда в 1567 году, выполненная темперой и позолотой на дереве, она объединяет пост-византийские и итальянские маньеристские стилистические и иконографические элементы, а также включает в себя стилистические элементы критской школы. Среди других работ, которые относят к его творчеству, необходимо упомянуть «Моденский триптих», «Св. Лука, рисующий Богоматерь с Младенцем» и «Поклонение волхвов». В 1563 году, в возрасте 22 лет, Эль Греко уже был мастером местной художественной гильдии, предположительно во главе собственной мастерской. Несколько лет спустя он уехал в Венецию и никогда больше не возвращался на Крит.

### Италия

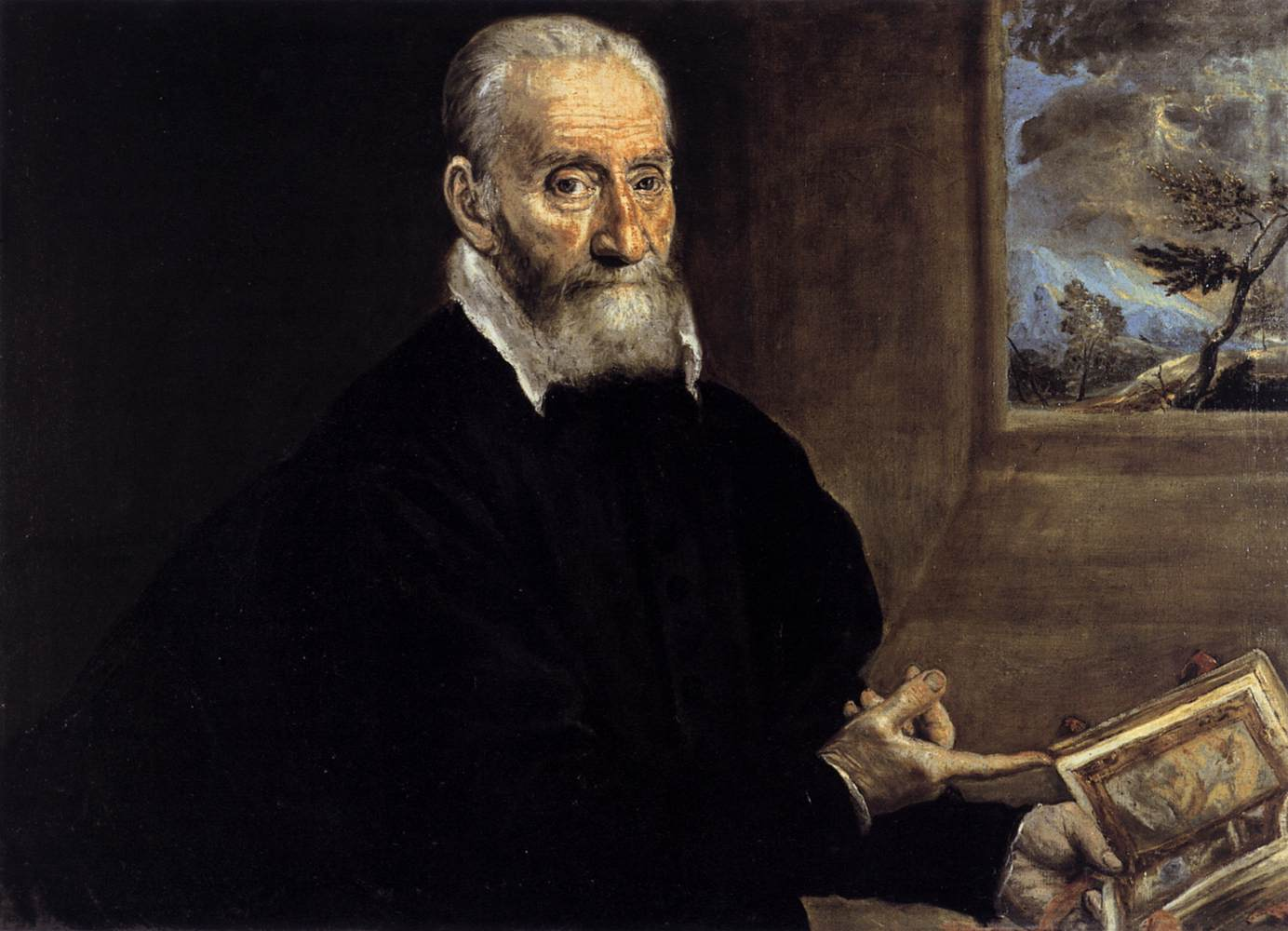
Портрет Джулио Кловио, самый ранний из сохранившихся портретов работы Эль Греко (прибл. 1570, холст, масло, 58 × 86 см, Музей Каподимонте, Неаполь). Этот портрет Кловио, друга и покровителя Эль Греко, является одним из первых свидетельств одарённости Эль Греко как портретиста.

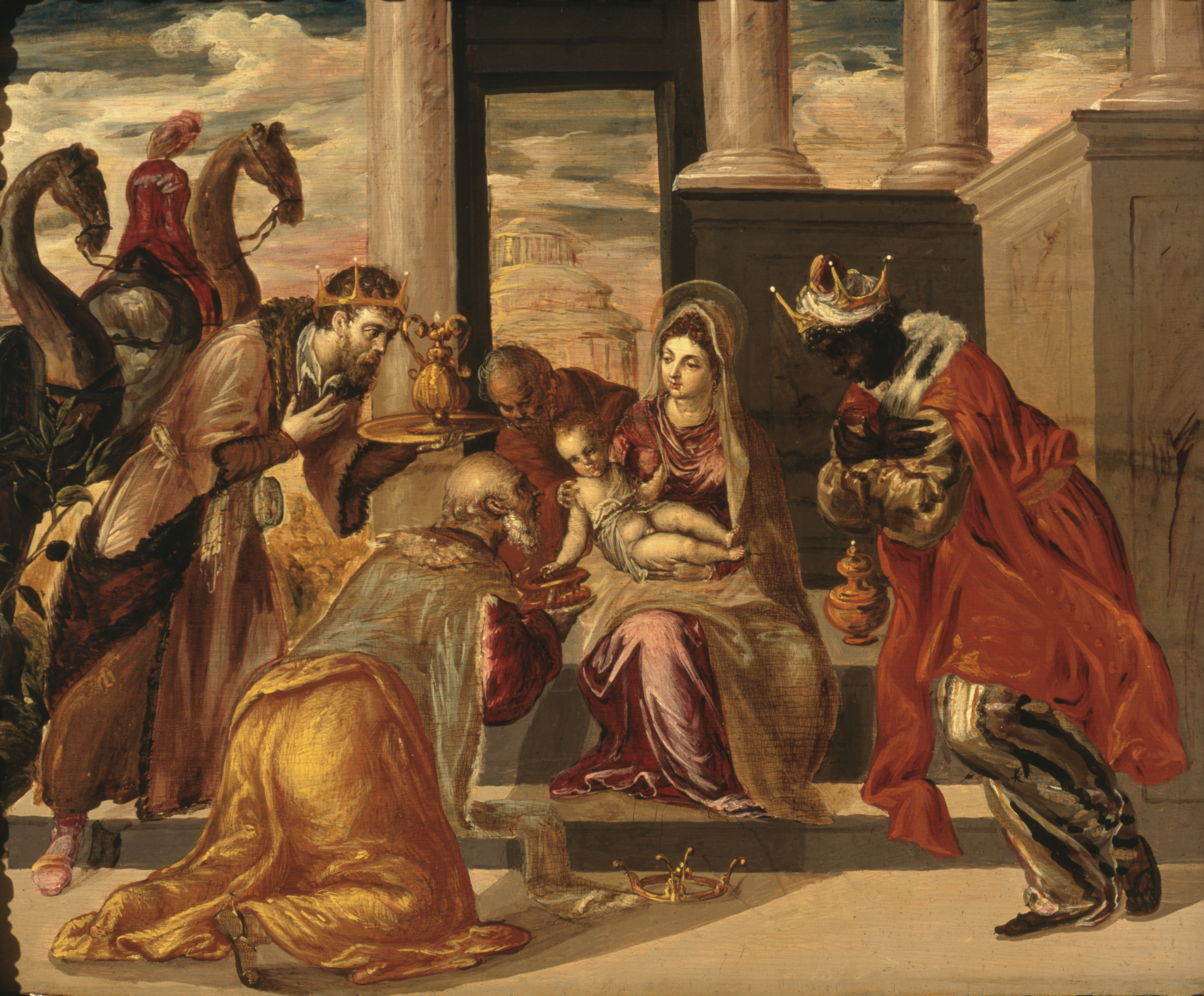
Поклонение волхвов, 1568, Музей Сумайя, Мехико

Поскольку Крит с 1211 года принадлежал к владениям Венеции, для молодого Эль Греко было совершенно естественно продолжить свою карьеру именно там. Точная дата его переезда неизвестна, большинство учёных полагают, что это произошло приблизительно в 1567 году[f]. Сведения о его пребывании в Италии довольно скудны. Он жил там до 1570 года, и, согласно его письму к своему другу Джулио Кловио, известному миниатюристу, состоял в «последователях» Тициана, все ещё энергичного, невзирая на возраст, переваливший за 80 лет. Это может означать, что он работал в мастерской Тициана, а может и нет. Кловио характеризовал Эль Греко, как «художника редкого таланта».
В 1570 году Эль Греко уехал в Рим, где написал несколько работ, в которых ярко проявилось его ученичество в Венеции. Неизвестно, сколько он оставался в Риме, по некоторым сведениям, он вернулся в Венецию (прим. 1575—1576) до своего отъезда в Испанию. В Риме, по рекомендации Джулио Кловио он был принят в палаццо Фарнезе, где кардинал Алессандро Фарнезе создал центр художественной и интеллектуальной жизни города. Там Эль Греко познакомился с интеллектуальной элитой города, включая учёного Фульвио Орсини, чья коллекция полотен впоследствии обогатилась семью картинами Эль Греко, среди которых были «Вид на гору Синай» и портрет Джулио Кловио.
В отличие от других критских художников, приехавших в Венецию, Эль Греко существенно изменил свой стиль и пытался выразить себя, изобретая новые и необычные интерпретации традиционных религиозных сюжетов. Работы его итальянского периода написаны под влиянием стиля венецианского Ренессанса — удлинённые фигуры, напоминающие о работах Тинторетто, и красочная хроматическая гамма, объединяющая его с Тицианом. Венецианские мастера научили его организовывать многофигурную композицию в окружении яркого света. Кловио пишет, что посетив Эль Греко одним летним днём, нашёл художника в тёмной комнате, тот объяснил, что темнота более благоприятна для раздумий, нежели дневной свет, который мешает его «внутреннему свету». Пребывание в Риме привнесло в стиль Эль Греко элементы маньеризма — причудливую перспективу, напряжённые позы и бурную жестикуляцию.
Ко времени приезда Эль Греко в Рим, Рафаэля и Микеланджело уже не было в живых, однако они по-прежнему являлись примером для подражания молодых художников. Эль Греко был полон решимости оставить свой собственный след в Риме, отстаивая свои художественные взгляды, идеи и стиль. Он выделял похвалой Корреджо и Пармиджанино, зато не стесняясь, критиковал «Страшный суд» Микеланджело в Сикстинской капелле[g], и даже предложил папе Пию V полностью перерисовать фреску, в соответствии с новыми, более строгими католическими воззрениями. Когда его позже спросили, что он думает о Микеланджело, Эль Греко ответил «он был хорошим человеком, но рисовать совершенно не умел». Парадокс — критикуя и осуждая Микеланджело, Эль Греко обнаружил, что не может избежать его влияния. Оно прослеживается в более поздних работах художника, таких как, например, «Поклонение имени Христа». Использовав образы известных художников (Микеланджело, Тициан, Кловио и, предположительно, Рафаэль) в своей работе «Христос изгоняет торговцев из храма», Эль Греко не только отдал дань уважения признанным мастерам, но и провозгласил своё намерение конкурировать с ними. Как показывают его собственные слова, Эль Греко считал Тициана, Микеланджело и Рафаэля образцами для подражания. В своих «Хрониках» XVII века Джулио Манчини помещает Эль Греко в число художников, которые начали переоценку воззрений Микеланджело.
Из-за своих нетрадиционных художественных взглядов (к примеру, пренебрежение Микеланджело) и личных качеств, Эль Греко быстро обзавёлся в Риме многочисленными врагами. Архитектор Пирро Лигорио называл его «глупый иноземец», а в недавно обнаруженных архивных материалах отражена ссора с Фарнезе, который выгнал художника из своего дворца. 6 июня 1572 года Эль Греко подал официальную жалобу на это. Несколько месяцев спустя, 18 сентября 1572 года Эль Греко уплатил членский взнос в римскую гильдию Святого Луки как художник-миниатюрист. В конце года он открыл собственную мастерскую и нанял помощниками художников Латанцио Бонастри де Лучиньяно и Франсиско Пребосте.

### Испания

#### Переезд в Толедо

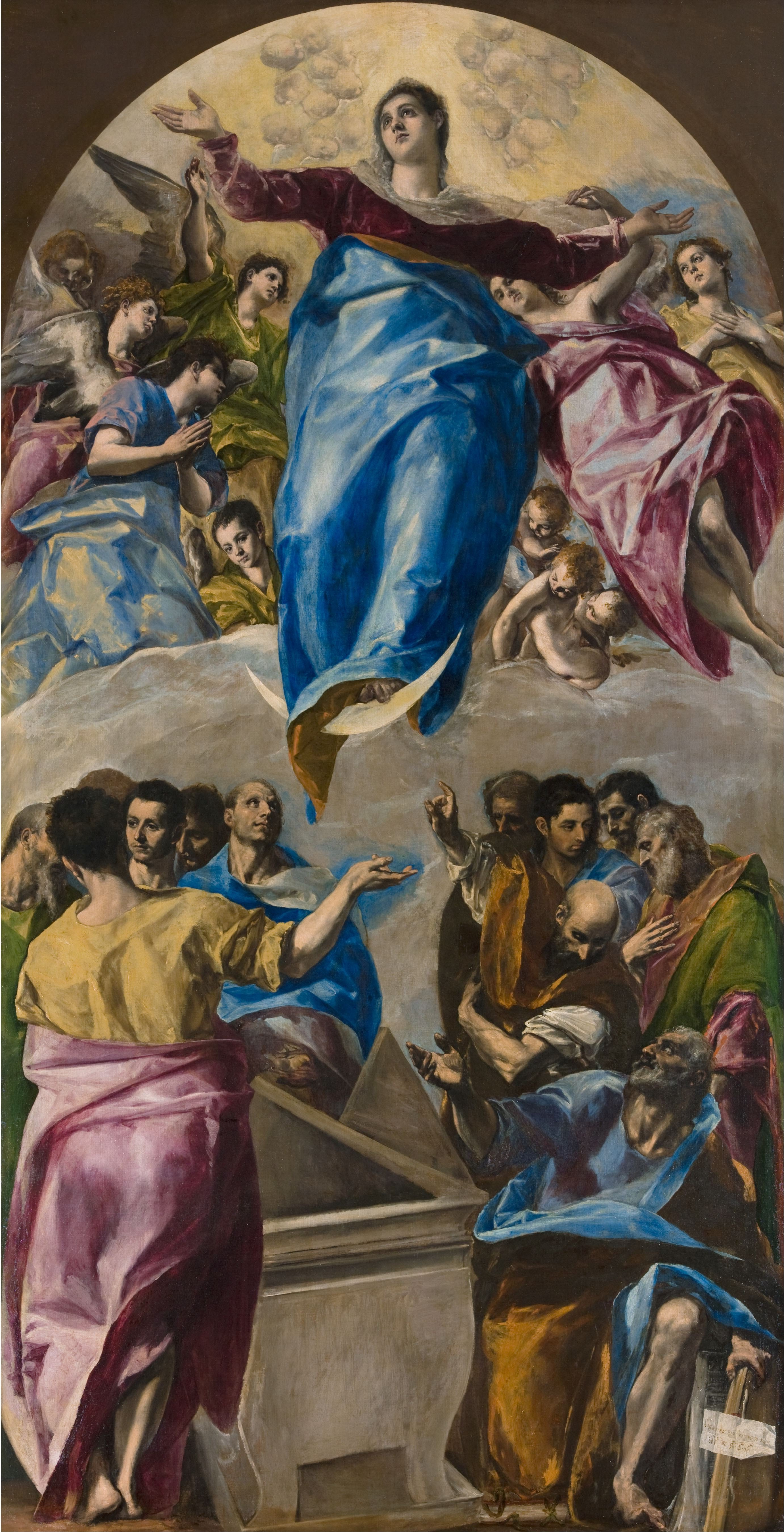
Вознесение Девы Марии (1577—1579, холст, масло, 401 × 228 см, Чикагский институт искусств) одна из девяти работ, написанных Эль Греко для монастыря святого Доминика в Толедо, первый заказ в Испании.

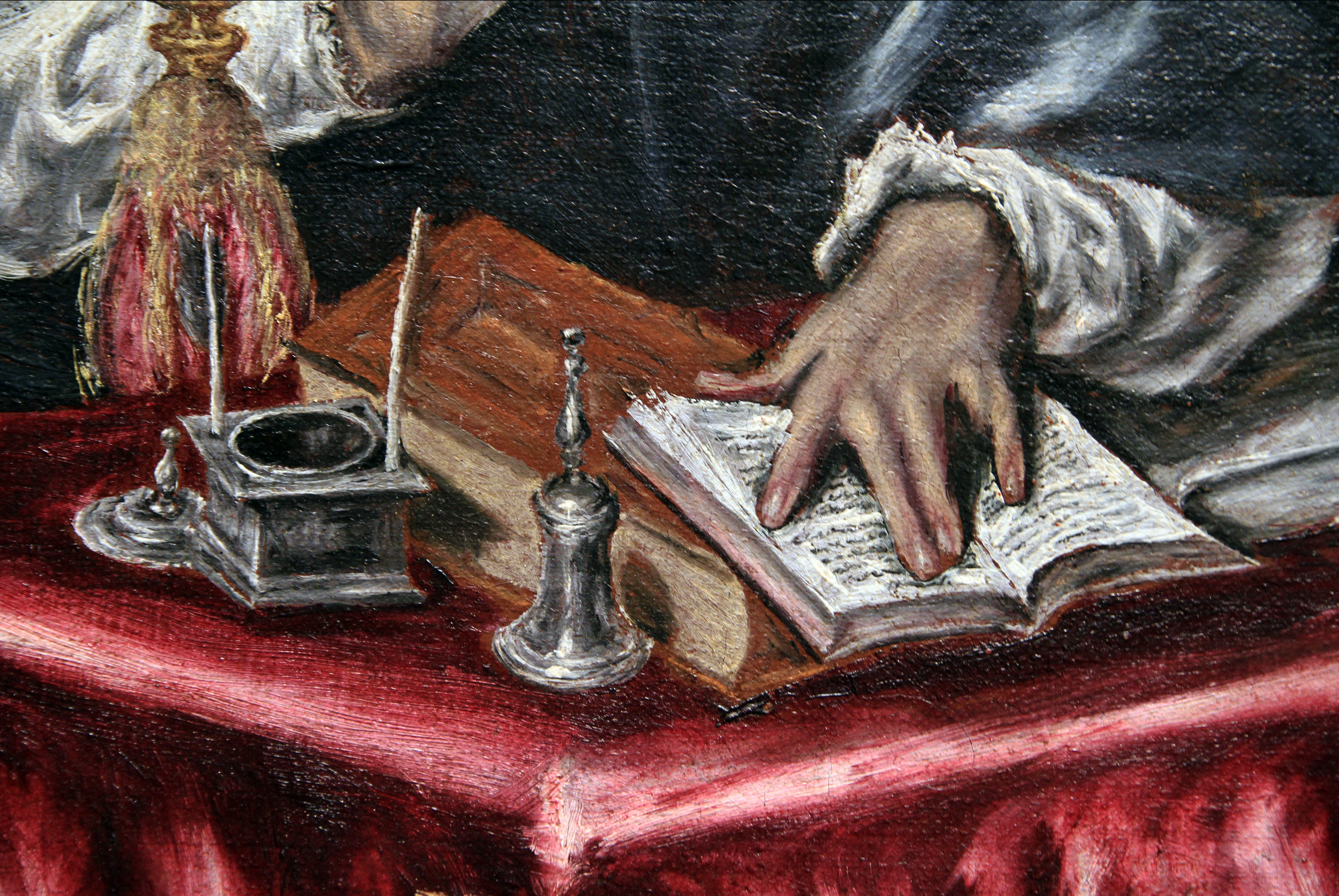
Св. Ильдефонс Толедский (1603), фрагмент

В 1577 году Эль Греко уехал в Мадрид, а оттуда в Толедо, где впоследствии написал свои основные работы. В то время Толедо был религиозной столицей Испании и многолюдным городом[h] «с прославленным прошлым, процветающим настоящим и неопределённым будущим». В Риме Эль Греко заслужил уважение некоторых интеллектуалов, но также столкнулся и с враждебностью критиков. В период 1570-х годов король Испании Филипп II строил монастырь-дворец Эскориал и, подыскивая мастеров для работы над внутренним убранством, столкнулся с немалыми трудностями. Тициан к тому времени уже умер, Тинторетто, Паоло Веронезе и Антонис Мор отказались ехать в Испанию. Филипп был вынужден обратиться к менее даровитому Хуану Фернандесу де Наваррете, чьи gravedad y decoro («серьёзность и приличность») находили одобрение у короля. Однако, в 1579 году Фернандес умер; момент для Эль Греко был идеальным.
Кловио и Орсини свели Эль Греко с Бенито Монтано, богословом и приближённым Филиппа; учёным Педро Чаконом и Луисом де Кастилья, сыном Диего де Кастилья, настоятеля Толедского собора. Хорошие отношения с семейством Кастилья принесли бы Эль Греко крупные заказы на работу в Толедо. Он прибыл в Толедо в июле 1577 года и подписал контракт на девять работ для украшения монастыря святого Доминика и на «Совлечение одежд с Христа» для ризницы Толедского собора. К сентябрю 1579 года он закончил все девять работ для монастыря, включая «Троицу» и «Вознесение Девы Марии». Эти работы составили Эль Греко имя в Толедо.
Эль Греко не собирался задерживаться в Толедо, его целью было попасть ко двору Филиппа II. Ему удалось получить два важных королевских заказа — «Поклонение имени Христа» («Видение Филиппа II: Аллегория Священной лиги») и «Мученичество святого Маврикия». Однако королю работы не понравились, он распорядился поместить святого Маврикия в зале собраний вместо капеллы и больше ничего у Эль Греко не заказывал. Причины недовольства короля остались неизвестны. Некоторые учёные полагают, что Филипп не одобрил изображение современников в религиозном сюжете, другие полагают, что работы Эль Греко нарушили основное правило Контрреформации о главенстве содержания изображения над стилем. Филипп проявлял пристальный интерес к выполнению своих художественных заказов и обладал взыскательным вкусом; давно ожидаемое распятие работы Бенвенуто Челлини также не удовлетворило короля и было отправлено в менее заметное место. Следующая попытка Филиппа, с Федерико Цуккаро была ещё менее успешна. Так или иначе, недовольство Филиппа положило конец всем надеждам Эль Греко на королевское покровительство.

#### Зрелость и поздние годы

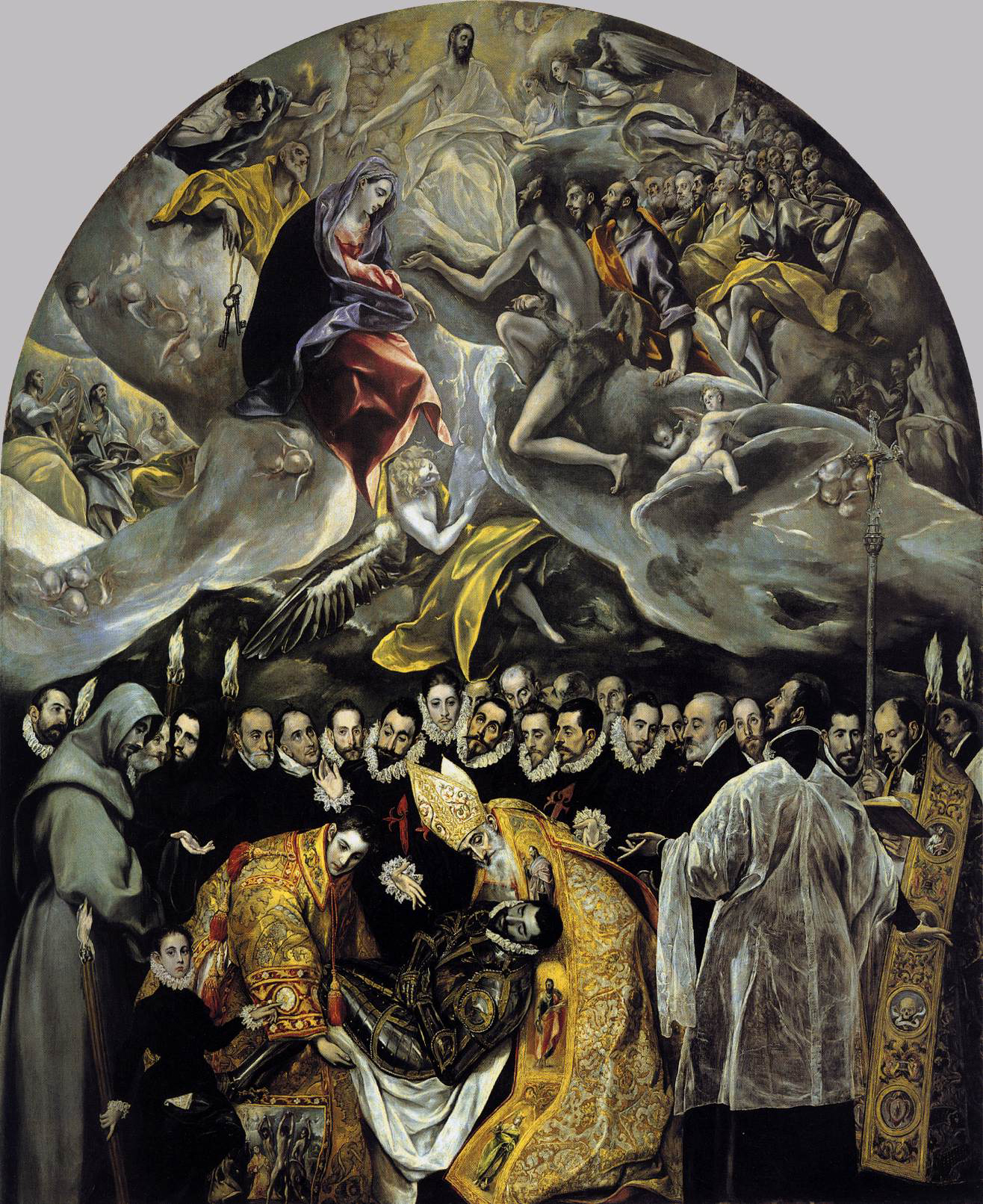
Погребение графа Оргаса (1586—1588, холст, масло, 480 × 360 см, церковь Сан-Томе, Толедо), ныне одна из самых известных работ Эль Греко, изображает популярную местную легенду. Исключительно большое полотно, чётко делится на две зоны, земную и небесную, объединённые композиционно.

Не добившись расположения короля, Эль Греко был вынужден остаться в Толедо, где был принят как великий художник. По словам Ортенсио Парависино, поэта и проповедника, «Крит дал ему жизнь и ремесло художника, а Толедо стал ему новой родиной, где после смерти он достиг вечной жизни». В 1585 году Эль Греко нанял помощника Франсиско Пребосте и основал мастерскую, в которой помимо картин, можно изготавливать алтарные рамы и статуи. 12 марта 1586 года Эль Греко получил заказ на картину «Погребение графа Оргаса», ставшую впоследствии одной из его самых известных работ.
Десятилетие между 1597 и 1607 годами стало для Эль Греко периодом напряжённой работы. В то время он получил несколько больших заказов и его мастерская занималась созданием живописных и скульптурных ансамблей для различных религиозных учреждений. Среди крупных работ того времени необходимо упомянуть три алтаря для капеллы Сан-Хосе в Толедо (1597—1599); три полотна (1596—1600) для алтаря церкви коллегии Марии Арагонской в Мадриде; главный и боковые алтари, а также полотно «Святой Ильдефонс Толедский» для церкви госпиталя Милосердия в Ильескасе (1603—1605). В протоколе приёмки на полотно «Непорочное зачатие Девы Марии» (1607—1613), составленном работниками муниципалитета, Эль Греко описан как «один из величайших людей в королевстве и за его пределами».
Между 1607 и 1608 годами Эль Греко был вовлечён в длительную судебную тяжбу с госпиталем Милосердия в Ильескасе из-за оплаты своих работ, живописных скульптурных и архитектурных[i]; это и другие судебные процессы стали причиной денежных затруднений, с которыми Эль Греко столкнулся к концу жизни. В 1608 году Эль Греко получил свой последний крупный заказ: госпиталь Иоанна Крестителя в Толедо.
Эль Греко сделал Толедо своим домом. Из дошедших до нас документов видно, что с 1585 года он арендовал у герцогов Эскалона 24-комнатный комплекс, который служил ему жилищем и мастерской до конца жизни. Он жил на широкую ногу, иногда даже нанимая музыкантов, чтобы те играли, пока он обедает. Неизвестно, проживал ли он вместе со своей испанской подругой, Херонимой де Лас Куэвас, с которой они не были женаты, хотя она родила ему его единственного сына. Хорхе Мануэль Теотокопули родился в 1578 году, так же стал художником, помогал отцу в мастерской и продолжал повторять его композиции в течение многих лет после того, как унаследовал студию.[j] В 1604 году у Хорхе Мануэля и Альфонсы де Лос Моралес родился сын, внук Эль Греко, его крёстным стал Грегорио Ангуло, губернатор Толедо и друг Эль Греко.
Во время работы над заказом госпиталя Тавера Эль Греко серьёзно заболел и, месяц спустя, 7 апреля 1614 года скончался. Несколькими днями ранее, 31 марта, он написал завещание и назначил сына душеприказчиком. Это засвидетельствовали два его друга грека (Эль Греко никогда не терял связи с родиной). Он был похоронен в монастыре Санто-Доминго-эль-Антигуо.

## Творчество

### Техника и стиль

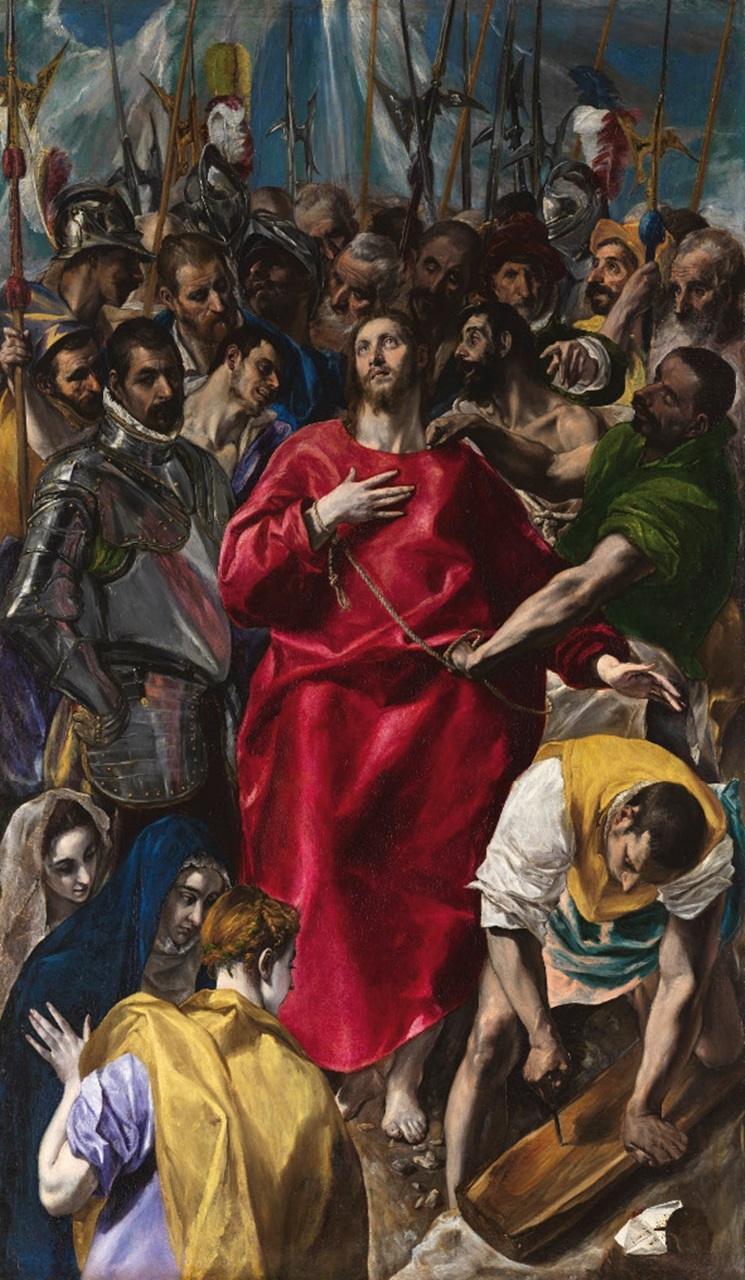
Совлечение одежд с Христа (El Espolio) (1577—1579, холст, масло, 285 × 173 см, Толедский собор) одна из наиболее известных алтарных картин Эль Греко.

Основным принципом стиля Эль Греко был примат воображения и интуиции над субъективным характером творения. Эль Греко отбросил критерии классицизма, такие как меры и пропорции. Он считал, что благодать является высшим предметом поиска искусства, но художник достигает благодати только тогда, когда ему удаётся решать самые сложные проблемы с очевидной лёгкостью.
«Полагаю передачу цвета главнейшей трудностью искусства».
Эль Греко считал цвет важнейшим и наиболее неуправляемым элементом живописи и заявлял о первенстве цвета перед формой. Франсиско Пачеко, художник и теоретик искусства, посетивший Эль Греко в 1611 году осудил эту идею, а также его манеру письма широким мазком.
Историк искусства Макс Дворжак был первым учёным, связавшим творчество Эль Греко с маньеризмом и антинатурализмом. Современные исследователи характеризуют воззрения Эль Греко, как «типично маньеристские» и считают их источником неоплатонизм Ренессанса. Джонатан Браун полагает, что Эль Греко пытался создать утончённую форму искусства, согласно Николасу Пенни «в Испании Эль Греко мог создать свой собственный стиль — отрицающий большинство описательных стремлений живописи».
В своих поздних работах Эль Греко демонстрировал характерную тенденцию драматизировать, а не описывать. Согласно Пачеко, беспокойность, неистовость и иногда кажущаяся небрежность манеры Эль Греко были связаны с обдуманными усилиями достичь свободы стиля. Приверженность Эль Греко к исключительно длинным и тонким фигурам, а также к удлинённым композициям, служившая и его целям выражения и эстетическим принципам, привела его к отбрасыванию законов природы и ещё большему удлинению композиций, особенно когда они были предназначены для украшения алтаря. Анатомия человеческих тел в поздних работах Эль Греко стала более потусторонней, работая над «Непорочным зачатием Девы Марии», Эль Греко попросил удлинить место под картину на 46 см, «чтобы форма была совершенной и избежала урезания, худшей вещи, могущей случиться с фигурой». Существенным новшеством поздних работ Эль Греко стало переплетение формы и пространства, развитые взаимоотношения между двумя составляющими живописной поверхности. Это переплетение возродилось три столетия спустя в работах Сезанна и Пикассо.
Другой особенностью зрелого стиля Эль Греко является использование света. Как отмечает Джонатан Браун, «кажется, что каждая фигура содержит собственный свет внутри либо отражает свет от незримого источника». Фернандо Мариас и Агустин Бустаманте Гарсиа, учёные, расшифровывавшие рукописные заметки Эль Греко, связывают силу, придаваемую свету художником, с идеями, лежащими в основе христианского неоплатонизма.
Современные научные исследования выделяют важность Толедо для полного развития зрелого стиля Эль Греко и подчёркивают способность живописца приспосабливать свой стиль к окружению. Гарольд Уэтей отмечает, что «несмотря на греческое происхождение и художественную подготовку в Италии, художник настолько погрузился в религиозную среду Испании, что стал виднейшим представителем испанского мистицизма». Он считает, что поздние работы Эль Греко «отражают дух римско-католической Испании в период Контрреформации».
Эль Греко также был превосходным портретистом, способным не только запечатлеть черты лица натурщика, но и передать его характер. Его портреты не так многочисленны, как религиозные картины, но не уступают им по уровню. Уэтей замечает, что «с помощью простых средств художник создал запоминающиеся образы, что помещает его на высочайшее место среди портретистов, вместе с Тицианом и Рембрандтом».

### Материалы
Для своих работ Эль Греко использовал тонкий холст и масло средней вязкости, а также обычные пигменты того периода, такие как азурит, киноварь, крапп, охра и сурик, изредка дорогой в то время ультрамарин.

### Предполагаемые византийские корни

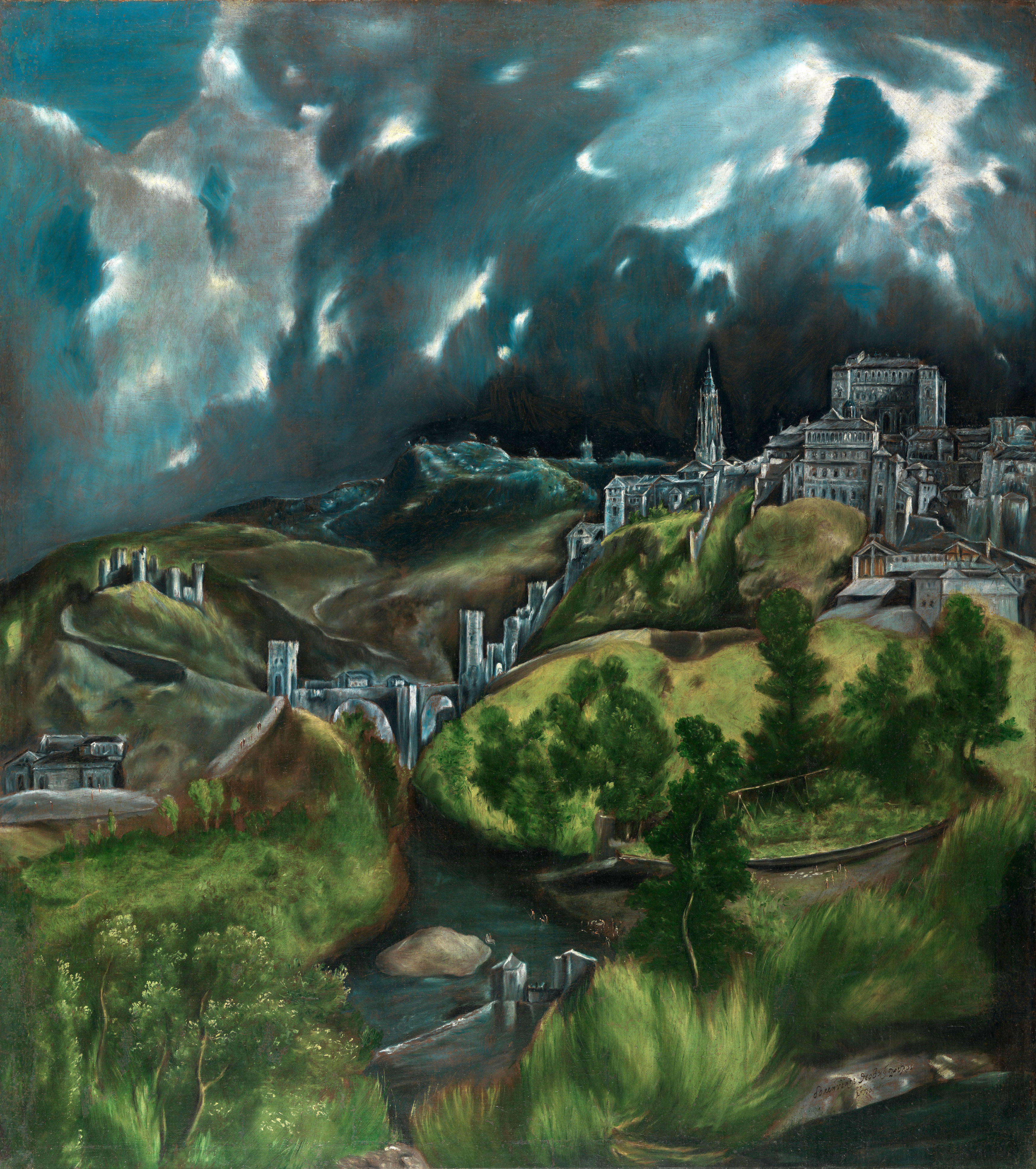
Вид Толедо (c. 1596—1600, холст, масло, 47.75 × 42.75 см, Метрополитен-музей, Нью-Йорк) один из двух сохранившихся пейзажей Толедо работы Эль Греко.

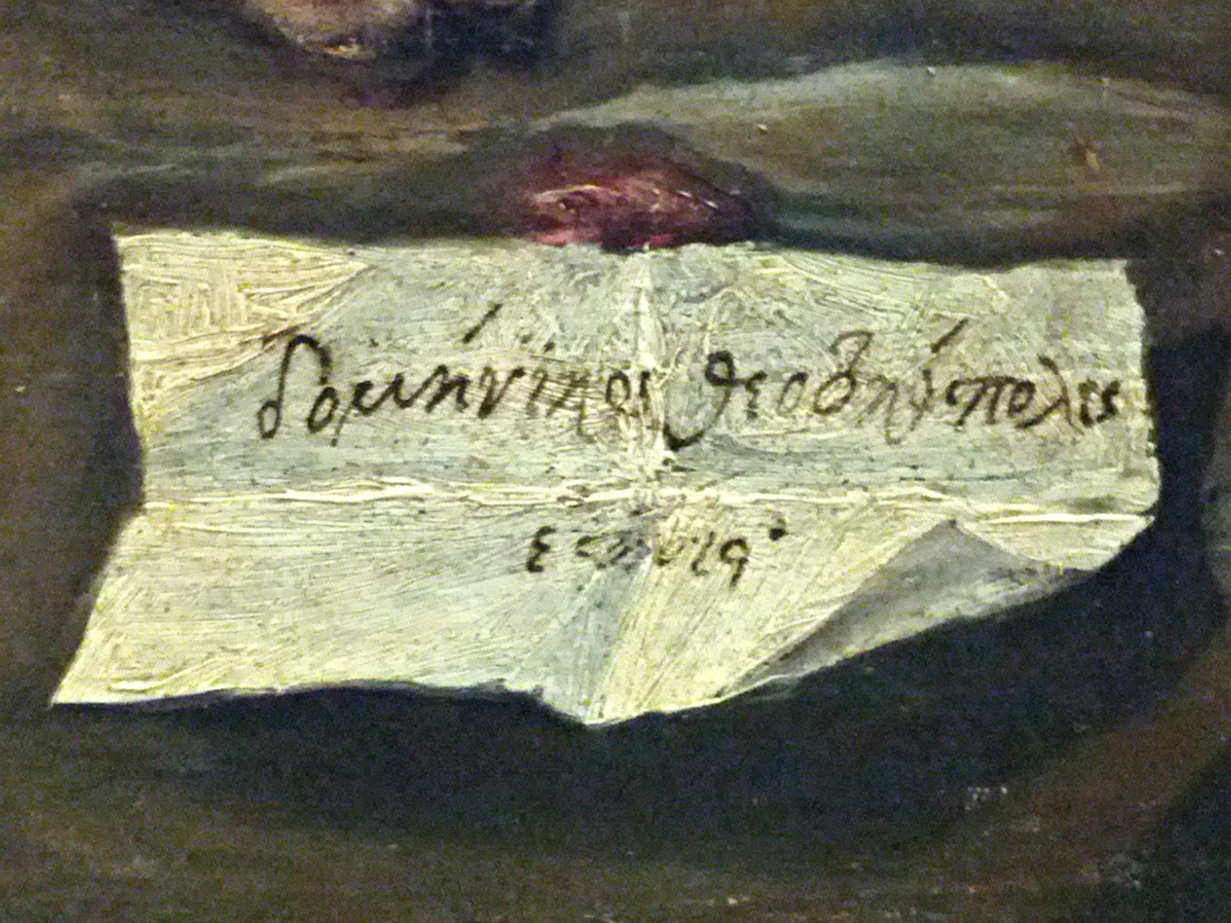
Апостол Андрей и св. Франциск (1595, холст, масло, Музей Прадо, Мадрид), фрагмент, подпись художника на греческом.

С начала XX века учёные спорят о византийских корнях стиля Эль Греко. Некоторые историки искусства настаивали, что истоки творчества Эль Греко полностью лежат в византийских традициях и его наиболее характерные особенности прямо проистекают из искусства его предков, тогда как другие утверждали, что византийский стиль никак не связан с творчеством художника.
Обнаружение «Успения Богородицы» в Сиросе, подлинной и подписанной работы из критского периода художника, а также обширные архивные изыскания в начале 1960-х гг способствовали возрождению и переоценке этих теорий. Несмотря на следование византийской иконописной традиции, некоторые аспекты стиля указывают на венецианское влияние, и композиция объединяет доктрины православного Успения Богородицы и католического Вознесения Девы Марии. В заметных научных работах второй половины XX века, посвящённых Эль Греко, была проведена переоценка многих интерпретаций его творчества, а также его предполагаемого византийства. Основываясь на собственных заметках Эль Греко, его уникальном стиле и использовании греческих букв в подписи, авторы этих работ указывают на неразрывную органичную связь между византийской традицией и творчеством Эль Греко. Марина Ламбраки-Плака замечает: «вдали от влияния Италии, в нейтральном месте интеллектуально сходном с его родиной, Кандией, византийские элементы его художественного образования сыграли роль катализатора появления новой концепции образности, представленной в поздних работах художника». Ей возражают оксфордские профессора Сирил Манго и Элизабет Джеффрис, утверждая, что «несмотря на заявления об обратном, единственный византийский элемент его знаменитых картин это подпись греческими буквами». Никос Хаджиниколау высказывает точку зрения, что «с 1570 года работы Эль Греко принадлежат не византийской или пост-византийской традиции, но западной-европейской. Работы созданные в Италии, относятся к итальянской истории искусства, а те, что были написаны в Испании, принадлежат испанской истории».

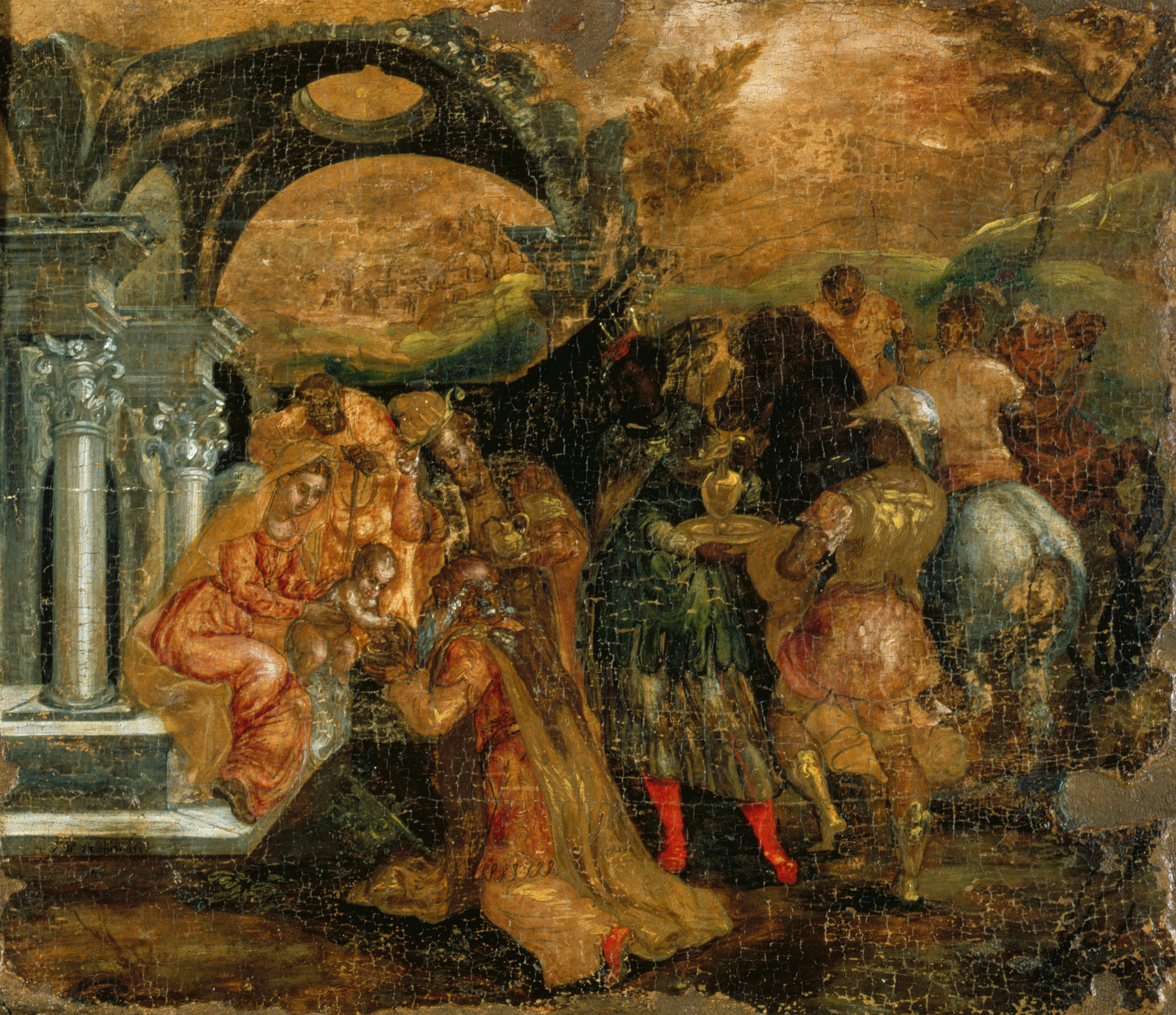
Поклонение волхвов (1565—1567, 56 × 62 см, Музей Бенаки, Афины). Икона, подписанная Эль Греко («Χείρ Δομήνιχου», создана рукой Доменикоса), написана в Кандии на стенке старого сундука.

Британский историк искусства Дэвид Дэвис прослеживает корни стиля Эль Греко в его греческом христианском образовании и воспоминаниях о литургических и церемониальных аспектах православной церкви. Дэвис полагает, что религиозная среда Контрреформации и эстетика маньеризма стали толчком, приведшим к появлению индивидуального стиля Эль Греко. Он утверждает, что ключи к пониманию творчества Эль Греко лежат в философии Платона и неоплатонизме, трудах Плотина и псевдо-Дионисия Ареопагита, а также трудах отцов церкви. Резюмируя, Хосе Альварез Лопера, куратор музея Прадо, заметил, что наличие «византийских мотивов» в позднем творчестве Эль Греко совершенно очевидно, однако некоторые неясные моменты, касающиеся византийских истоков его творчества, требуют дальнейшего исследования.

### Скульптура и архитектура
Эль Греко был известен не только как живописец, но и как архитектор и скульптор. Обычно он проектировал алтарную композицию целиком, что включало в себя живописные скульптурные и архитектурные работы, как например для госпиталя Милосердия. Он разработал убранство капеллы госпиталя, однако созданные им деревянный алтарь и скульптуры, по всей видимости, утрачены. Работая над «Совлечением одежд с Христа» он создал и особенный алтарь из позолоченного дерева, который был впоследствии уничтожен, за исключением малой скульптурной группы внизу центральной части, изображающей чудо св. Ильдефонсо.
«Я не был бы рад видеть красивую, хорошо сложенную женщину, неважно в каком ракурсе, которая, будучи увеличенной согласно законам видения, не только утеряет всю свою красоту, но и станет чудовищной.»
Его наиболее заметным архитектурным достижением стала церковь монастыря Санто-Доминго-эль-Антигуо, для которой он также создавал картины и скульптуры. Эль Греко относится к художникам, включавшим архитектуру в свои живописные работы. Пачеко характеризовал его как «поэта живописи, скульптуры и архитектуры».
В заметках, оставленных на полях издания античного трактата Витрувия об архитектуре, Эль Греко осуждает привязанность Витрувия к классическим пропорциям, перспективе и математике. Также он считал, что манера Витрувия искажать пропорции с целью скомпенсировать расстояние до наблюдателя порождает чудовищные формы. Эль Греко питал отвращение к самой идее правил в архитектуре, превыше всего он почитал свободу творчества и всячески отстаивал новизну, разнообразие и сложность. Однако, эти идеи выходили далеко за пределы восприятия современников и не нашли отклика.

## Наследие

### Посмертная критика
|  | Это было великое мгновение: на одной чаше весов — неподкупная совесть, на другой — империя, и перевесил ты — совесть человеческая. На Страшном Суде эта совесть может предстать перед богом, но не для того, чтобы быть судимой, а для того чтобы судить, ибо человеческое достоинство, чистота и мужество вселяют страх даже Богу.Никос Казандзакис, «Отчёт перед Эль Греко» |

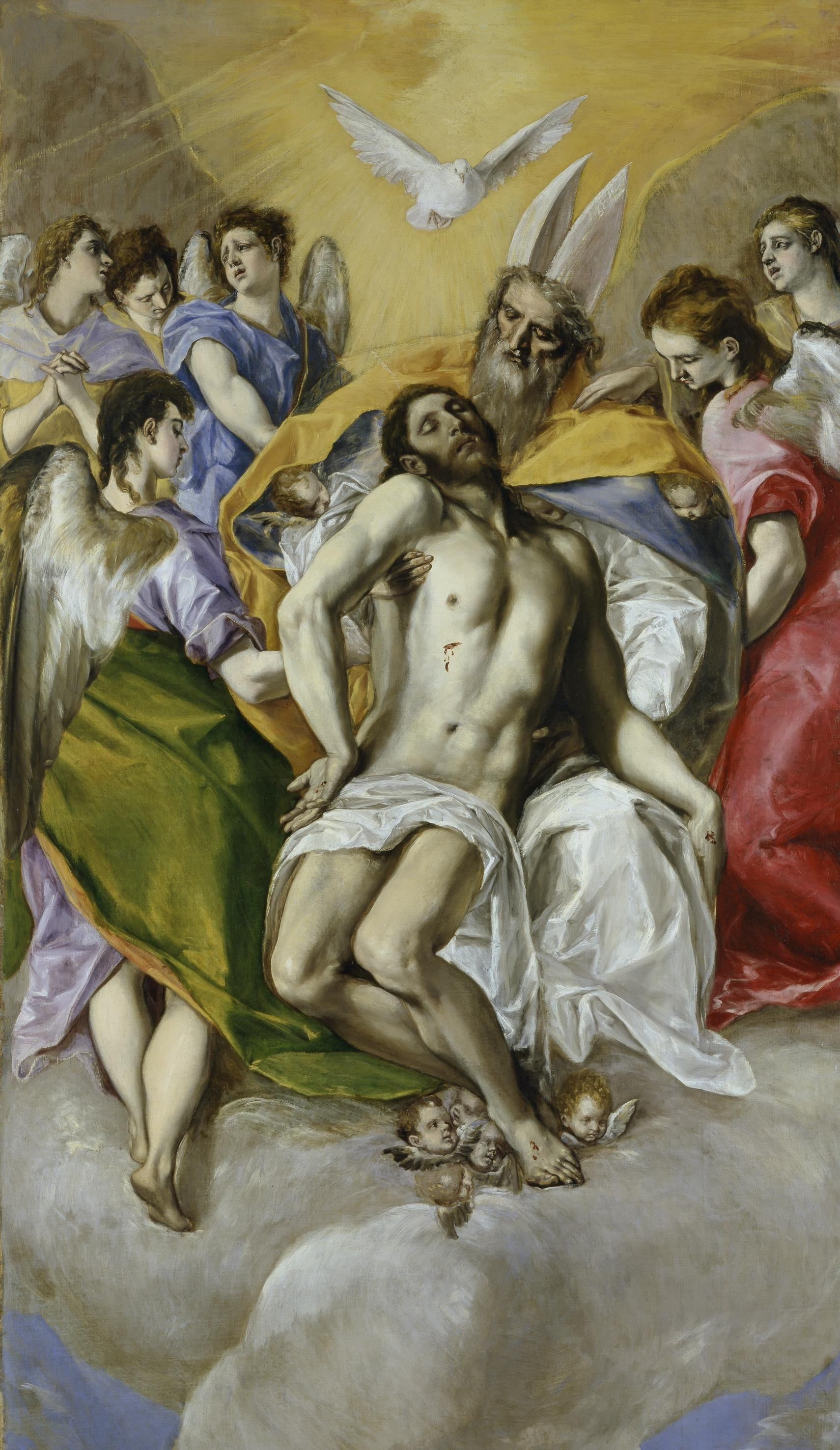
Святая Троица (1577—1579, 300 × 178 см, холст, масло, Национальный музей Прадо, Мадрид), часть работ для церкви Санто-Доминго-эль-Антигуо.

К работам Эль Греко относились с пренебрежением на протяжении нескольких поколений после его смерти из-за их явного противопоставления принципам раннего барокко, в начале XVII века вышедшего на первый план и вытеснившего последние следы маньеризма XVI века. Эль Греко считался непонятным и не имел значимых последователей. Только его сын и несколько неизвестных художников делали бледные копии его работ. Испанские комментаторы XVII-начала XVIII веков хвалили его мастерство, но критиковали антинатуралистический стиль и сложную иконографию. Некоторые из этих комментаторов, такие как Антонио Паломино и Хуан Августин Сеан Бермудес, называли его поздние работы «смехотворными» и «достойными презрения». Точка зрения Паломино и Бермудеса часто повторяется в испанской историографии, украшенная такими эпитетами как «странный», «оригинальный» и «эксцентричный». Фраза «глубокая эксцентричность», часто встречающаяся в подобных текстах, со временем превратилась в «безумие».
С наступлением эпохи романтизма в конце XVIII века о работах Эль Греко вновь заговорили. Согласно французскому писателю Теофилю Готье, Эль Греко был предшественником европейского романтического движения во всей его жажде странного и экстремального. Готье считал Эль Греко идеальным романтическим героем («одарённый», «непонятый», «безумный»), и был первым, кто явно выразил своё восхищение поздней техникой Эль Греко. Французские искусствоведы Захария Аструк и Поль Лефорт способствовали широкому возрождению интереса к его картинам. В 1890-х годах испанские художники, живущие в Париже, приняли его в качестве своего наставника. Однако в англоязычном представлении он оставался человеком, который «расписывал ужасы в Эскориале» по словам «Циклопедии» Эфраима Чамберса в 1899 году.
В 1908 году испанский искусствовед Мануэль Бартоломе Коссио опубликовал первый всеобъемлющий каталог работ Эль Греко, в книге Эль Греко был представлен как основатель испанской школы. В том же году исследователь французского импрессионизма Юлиус Мейер-Грефе приехал в Испанию, собираясь изучать Веласкеса, но неожиданно увлёкся Эль Греко, свои впечатления он изложил в книге «Испанский дневник», в которой Эль Греко представлен как великий художник. В творчестве Эль Греко Мейер-Грефе нашёл предзнаменование современности. Мейер-Грефе описывал влияние Эль Греко на искусство своего времени такими словами:
|  | Он [Эль Греко] открыл царство новых возможностей. Даже он сам не мог их исчерпать. Все последующие поколения после него живут в его царстве. Между ним и Тицианом, его учителем, бо́льшая разница, чем между ним и Ренуаром или Сезанном. Тем не менее, Ренуар и Сезанн безупречно оригинальны, потому что невозможно использовать язык Эль Греко, если при его использовании он не изобретается пользователем снова и снова.Юлиус Мейер-Грефе, «Испанский дневник» |

Английский художник и критик Роджер Фрай в 1920 году заметил, что Эль Греко был архетипическим гением, который творил «с полным безразличием к тому, какое влияние его выразительность могла бы иметь на публику». Фрай описал Эль Греко как «старого мастера, который не просто современен, но на самом деле оказывается на много шагов впереди нас, оборачиваясь назад, чтобы указать нам путь».
В тот же период, другими исследователями были предложены альтернативные, более радикальные теории. Офтальмологи Август Голдшмидт и Герман Беритенс настаивали, что удлинённые человеческие фигуры в работах Эль Греко порождены его проблемами со зрением (вероятно прогрессирующий астигматизм и косоглазие), что заставляло его видеть тела длиннее, чем они были, и под углом к перпендикуляру[l]. Врач Артуро Перрера связывал стиль Эль Греко с употреблением марихуаны. Майкл Киммельман, обозреватель «The New York Times» заметил, что «для греков Эль Греко стал квинтэссенцией греческого живописца, для испанцев — квинтэссенцией испанского».
Как показала кампания по сбору средств, проведённая афинской Национальной художественной галереей в 1995 году, чтобы выкупить картину Эль Греко «Святой Апостол Пётр», творчество Эль Греко почитается не только экспертами и ценителями искусства, но и обычными людьми: было собрано 1.2 млн долларов и картина была выкуплена для галереи. Резюмируя общее мнение о влиянии Эль Греко, Джеймс Картер в апреле 1980 года заметил, что Эль Греко был «самым необычным художником того времени» и что «он опередил своё время на три-четыре столетия».

### Влияние на других художников
Взгляды на творчество Эль Греко пересматривались не только учёными. Согласно Эфи Фондулаки, «художники и теоретики с начала XX века „открывали“ нового Эль Греко, но в процессе они также открыли и показали самих себя». Выразительность и цветовая гамма Эль Греко повлияли на Эжена Делакруа и Эдуарда Мане. Согласно мюнхенской художественной группе «Синий всадник» в 1912 году Эль Греко ощущал в мироздании его мистически-имманентную конструкцию, ставшую великой проблемой для современного поколения. Первым художником, который, похоже, заметил структурный код в морфологии позднего Эль Греко, был Поль Сезанн, один из предшественников кубизма. Сравнительный морфологический анализ двух художников показал их общие элементы, такие как искажение человеческого тела, красноватые и (только внешне) необработанные фоны и сходство в визуализации пространства. По словам Дж. Брауна, «Сезанн и Эль Греко — духовные братья, несмотря на разделяющие их столетия». Фрай заметил, что Сезанн использовал «его [Эль Греко] великое открытие проникновения единой и непрерывной пластической темы в каждую часть дизайна».
Символисты и Пикассо в свой Голубой период использовали холодные цвета и аскетичную анатомию фигур Эль Греко. Во время работы над «Авиньонскими девицами» Пикассо посещал парижскую студию своего друга Игнасио Сулоага и изучал картину Эль Греко «Снятие пятой печати» (которую тот приобрёл в 1897 году). Связь между «Авиньонскими девицами» и «Открытием пятой печати» была выявлена в начале 1980-х годов, когда были проанализированы стилистическое сходство и связь между мотивами обеих работ.
Ранние кубистические пробы Пикассо должны были раскрыть другие аспекты в работе Эль Греко: структурный анализ его композиций, многогранное преломление формы, переплетение формы и пространства и спецэффекты бликов. Некоторые черты кубизма, такие как искажения и материалистическое отображение времени, имеют свои аналоги в работах Эль Греко. По словам Пикассо, суть Эль Греко кубистическая. 22 февраля 1950 года Пикассо начал серию «подражаний» другим мастерам с картины «Портрет художника, в подражание Эль Греко». Фондулаки утверждает, что Пикассо «завершил … процесс активации живописных ценностей Эль Греко, который был начат Мане и продолжен Сезанном».
Экспрессионисты сосредоточились на экспрессивных искажениях Эль Греко. По словам Франца Марка, одного из ведущих художников немецкого экспрессионизма, «мы с удовольствием и с упорством относимся к делу Эль Греко, потому что слава этого художника тесно связана с эволюцией наших новых представлений об искусстве». Джексон Поллок, один из основоположников абстрактного экспрессионизма, также находился под влиянием Эль Греко. К 1943 году Поллок выполнил шестьдесят рисунков работ Эль Греко, а в его библиотеке имелось три книги, посвящённые критскому мастеру.
Современные художники также вдохновлялись искусством Эль Греко. Киза Джонсон использовала картины Непорочного Зачатия работы Эль Греко как композиционную основу для некоторых своих работ, а анатомические искажения мастера отразились в портретах Фрица Чесната.
Личность и творчество Эль Греко были источником вдохновения для поэта Райнера Марии Рильке. Одна из его поэм (Himmelfahrt Mariae I.II., 1913) была основана непосредственно на «Непорочном зачатии» Эль Греко. Греческий писатель Никос Казандзакис, чувствовавший большую духовную близость к Эль Греко, назвал свою автобиографию «Отчёт перед Эль Греко», отдавая дань уважения критскому художнику.
В 1998 году греческий композитор Вангелис выпустил симфонический альбом «Эль Греко», ставший развитием более раннего альбома «Foros Timis Ston Greco» (Дань уважения Эль Греко). Жизнь критского художника стала темой фильма «Эль Греко» совместного греческого, испанского и британского производства. Съёмки были начаты в октябре 2006 года, год спустя фильм вышел на экраны. Режиссёром стал Яннис Смарагдис, главную роль исполнил британский актёр Ник Эшдон.

## Атрибуция работ
Точное количество работ Эль Греко было весьма спорной темой. В 1937 году историк искусства Родольфо Палуччини выпустил важное исследование, повлёкшее за собой значительное увеличение числа работ, приписываемых Эль Греко. Палуччини приписал Эль Греко небольшой триптих, хранящийся в галерее д’Эсте в Модене. Основой для этого послужила подпись мастера на задней части центральной панели Моденского триптиха (Χείρ Δομήνιχου, «создано рукой Доменикоса»). Был достигнут консенсус в отношении того, что триптих действительно был ранней работой Эль Греко, и поэтому публикация Паллучини стала критерием для атрибуции работ художника. Тем не менее, Гарольд Уэтей отрицал авторство Моденского триптиха и в 1962 году выпустил каталог-резоне со значительно сокращённой базой работ. В то время как историк искусства Хосе Камон Аснар приписывает критскому мастеру от 787 до 829 картин, Уэтей сократил их число до 285 подлинных произведений, а немецкий исследователь испанского искусства Хальдор Синер признал только 137. Уэтей и другие учёные отвергли мнение о том, что Крит принял какое-либо участие в его формировании и поддержали исключение ряда произведений из списка работ Эль Греко.
С 1962 года обнаружение «Успения Богородицы» и обширные архивные исследования постепенно убедили учёных в том, что оценки Уэтея не совсем корректны и что его воззрения могут исказить восприятие всей природы происхождения, развития и творчества Эль Греко. Обнаружение «Успения» привело к атрибуции трёх других подписанных «Doménicos» произведений к Эль Греко (Моденский триптих, «Св. Лука, рисующий Богоматерь с Младенцем», и «Поклонение волхвов»), а затем к признанию аутентичными ещё большего количества работ, подписанных и нет (например, «Страсти Христовы» (Pietà with Angels), написанная в 1566 году)), которые были включены в группу ранних произведений Эль Греко. Эль Греко теперь рассматривается как художник, сформировавшийся на Крите; ряд работ пролил свет на его ранний стиль, некоторые из них были написаны в то время, когда он все ещё был на Крите, некоторые во время его венецианского периода, а некоторые во время его последующего пребывания в Риме. Даже Уэтей признал, что «он [Эль Греко], вероятно, написал маленький спорный триптих из галереи д’Эсте в Модене, прежде чем покинул Крит».Тем не менее, споры о точном количестве аутентичных произведений Эль Греко не утихают, и в основе этих разногласий лежит статус резоне Уэтея.
Эль Греко приписывают и несколько скульптур, в том числе «Эпиметей и Пандора». Эта сомнительная атрибуция основана на показаниях Пачеко (он видел в студии Эль Греко ряд фигурок, но это могли быть только модели). Среди сохранившихся произведений Эль Греко есть также четыре рисунка; три из них являются подготовительными работами для алтаря Санто-Доминго-эль-Антигуо, а четвёртый — исследование для его картины «Распятие».

## Комментарии
a. ^  Теотокопулос получил имя «El Greco» в Италии, где было общепринятой практикой определять человека по стране или городу происхождения. Любопытная форма артикля (El) возможно происходит из венецианского диалекта или более вероятно из испанского языка, хотя на испанском имя звучало бы как «El Griego». Критский мастер в основном был известен в Италии и Испании как Dominico Greco и был назван «El Greco» (испанское произношение: [el greˈko]) только после смерти.
b. ^  Согласно мнению современника, Эль Греко получил своё имя не только из-за происхождения, но и из-за возвышенности своего искусства: «Из большого уважения, которое он приобрёл, его называли Греком (il Greco)» (комментарий Джулио Чезаре Манчини в «Хрониках», написанных через несколько лет после смерти Эль Греко).
c. ^  Дискуссия о месте рождения Эль Греко продолжается. Большинство учёных считают его местом рождения Кандию. Тем не менее, известный греческий журналист Ахиллес Киру утверждает, что Эль Греко родился в деревушке Фоделе и руины дома его семьи сохранились на месте старой деревни (деревня позже переместилась на новое место из-за пиратских рейдов). Версия с Кандией основана на двух судебных документах 1606 года, составленных, когда художнику было уже 65 лет. Сторонники версии Фоделе приводят довод, что, вероятно, Эль Греко говорил в Испании, что он из Кандии (Ираклиона), потому что из известных городов это был ближайший к его родной деревне.
d. ^  Этот документ был найден в нотариальных архивах Кандии и опубликован в 1962 году. Менегос это венецианская диалектная форма имени Доменикос.
e. ^  Аргументы католических источников основаны на скудности архивных записей о православных крещениях и взаимопроникновении православных и католических обрядов в период юности Эль Греко. Также, основываясь на оценке творчества Эль Греко, как отражающего дух католической Испании и ссылаясь на завещание Эль Греко, где он описал себя как «набожного католика», католические исследователи утверждают, что Эль Греко был частью католического меньшинства на Крите или перешёл в католичество до отъезда с острова.
f. ^  Согласно архивным исследованиям конца 1990-х гг, в возрасте 26 лет Эль Греко все ещё оставался в Кандии. 26 декабря 1566 года он испросил разрешения властей выставить на лотерею панно «Страсти Христовы» на золотом фоне («un quadro della Passione del Nostro Signor Giesu Christo, dorato»). Панно было оценено и продано 27 декабря за 70 золотых дукатов (Оценка была произведена двумя мастерами, одним из них был известный иконописец Георгиос Клонтзас, одна оценка составила 80 дукатов, другая — 70), что было примерно равно стоимости работ Тициана или Тинторетто того времени. Таким образом, отъезд Эль Греко состоялся не ранее 27 декабря 1566 года. В одной из своих последних статей Г. Уэтей пересмотрел свою предыдущую оценку и согласился, что Эль Греко покинул Крит в 1567 году. Согласно другим архивным материалам — рисункам, которые он посылал критским картографам — он был в Венеции в 1568 году.
g. ^  Манчини сообщает, что Эль Греко сказал папе, что если фреска будет сбита, он сам напишет новую, более пристойную и целомудренную.
h. ^  В то время Толедо был одним из самых крупных городов Европы. Его население составляло 62,000 человек.
i. ^  18 июня 1603 года Эль Греко подписал контракт на основной алтарь церкви госпиталя Милосердия, обязавшись закончить работы в августе следующего года. Хотя такие сроки редко встречались, это была точка потенциального конфликта. Он также согласился позволить монашескому братству выбрать оценщиков. Братство воспользовалось этим жестом доброй воли и не пожелало справедливо урегулировать вопрос. Наконец, Эль Греко назначил своими судебными представителями Пребосте и своего друга Франсиско Хименеса Монтеро и согласился на оплату в 2093 дуката.
j. ^  Донна Херонима де Лас Куэвас, по-видимому, пережила Эль Греко и, хотя он признавал и её и сына, они никогда не были женаты. Этот факт озадачивает исследователей, потому что он упомянул её в различных документах, в том числе и в завещании. Большинство аналитиков предполагают, что Эль Греко был женат в юности, и, следовательно, не мог узаконить другую привязанность.
l. ^  Эта теория пользовалась удивительной популярностью в первые годы XX века, и ей противостоял немецкий психолог Дэвид Кунц. Вопрос о наличии у Эль Греко прогрессирующего астигматизма по-прежнему остаётся открытым для дискуссий. Стюарт Анстис, профессор Калифорнийского университета (факультет психологии), пришёл к выводу, что «даже если бы у Эль Греко был астигматизм, он бы приспособился к нему, и его фигуры, будь то из памяти или из жизни, имели бы нормальные пропорции. Его удлинённые фигуры были художественным выражением, а не симптомом». По словам профессора Джона Армстронга Кроу, «астигматизм никогда не мог придать ни достоинства холсту, ни таланта глупцу».